# LeasePlan
LeasePlan was een internationaal bedrijf van Nederlandse oorsprong, gespecialiseerd in wagenparkbeheer voor leaseauto's. Sinds zijn oprichting in 1963 is het bedrijf uitgegroeid tot wereldwijd marktleider binnen wagenparkbeheer.

## Geschiedenis
LeasePlan is opgericht in Nederland in 1963. Het bedrijf breidde internationaal uit in de jaren '70 door vestigingen te openen in België, Duitsland, Frankrijk en het Verenigd Koninkrijk, met als doel meer dominantie in de markt te verkrijgen.
In de jaren '90 werd ABN AMRO 100% aandeelhouder. Een online wagenparkbeheersysteem werd geïntroduceerd. In een destijds verzadigende markt nam LeasePlan vanaf het jaar 2000 verschillende bedrijven over zoals Dial in het Verenigd Koninkrijk, Frankrijk en Italië en CSC in de Verenigde Staten.
ABN Amro Lease Holding (AALH) voegde zijn drie Nederlandse leasemaatschappijen LeasePlan, Auto Lease Holland (ALH) en Leaseconcept samen. In 2002 verdween de merknaam Auto Lease Holland van de markt en in 2003 de merknaam Leaseconcept. De drie bedrijven gingen verder onder de naam LeasePlan Nederland.
In 2003 werd de holding van de LeasePlan Group omgedoopt in LeasePlan Corporation. In 2004 verkocht ABN AMRO zijn aandelen aan Volkswagen (50%), Olayan Group (25%) en Mubadala Development Company (25%) voor € 2,1 miljard. LeasePlan was toen actief in 26 landen en telde ruim 7000 werknemers. Het realiseerde in 2003 een winst van € 193 miljoen op een vloot van 1,2 miljoen wagens. 
Medio 2015 nam LP Group B.V, een internationaal consortium van durfinvesteerders en Stichting Pensioenfonds Zorg en Welzijn, alle aandelen over voor € 3,7 miljard. Op 4 oktober 2018 werd de beursgang van het bedrijf aangekondigd, maar een week later werd dit plan al weer afgeblazen.
In oktober 2021 werd de verkoop bekend gemaakt van het bedrijfsonderdeel Carnext. Dit is een platform waarop de autoleasemaatschappij tweedehandsauto's verhandelt en dit gaat over naar het Britse bedrijf Constellation Automotive Group. De combinatie wordt de grootste aanbieder van occasions in Europa. Met een jaarlijkse verkoop van meer dan 2,5 miljoen auto's impliceert dit een Europees marktaandeel van 5%. Carnext is verlieslatend mede omdat het bedrijf fors investeert in groei.
Begin 2022 werd de overname van LeasePlan door het Franse ALD Automotive bekend gemaakt. ALD is een dochteronderneming van de Franse bank-verzekeraar Société Générale. Met de overname is een bedrag van € 4,9 miljard gemoeid. ALD Automotive had bijna 1,7 miljoen auto's in beheer. In mei 2023 heeft ALD Automotive de overname van LeasePlan afgerond. Op dat moment hadden de twee bijna 16.000 medewerkers en 3,3 miljoen voertuigen onder beheer en  is daarmee een van de grootste spelers op het gebied van het leasen van auto's aan bedrijven en particulieren.
De nieuwe naam voor de combinatie is Ayvens. Dit bedrijf is genoteerd op Euronext Paris en heeft Société Générale als grootaandeelhouder. Op 15 oktober 2024 is LeasePlan Bank van naam veranderd naar Ayvens Bank. 